# Nizza Millefonti
Nizza Millefonti (Nissa Milafont in piemontese) è un quartiere della Circoscrizione 8 di Torino, nella parte sud-est della città.
Appartenuto fino al 2016 ai confini amministrativi della Circoscrizione 9 (col Lingotto e Borgo Filadelfia), è poi stato inglobato nella 8 (San Salvario, Borgo Po, Cavoretto) dal regolamento comunale n. 374/2016, il quale ha disposto l'unificazione delle due circoscrizioni torinesi.

## Geografia del quartiere
Compreso tra Corso Bramante a nord (confine con San Salvario), Moncalieri a sud e la riva sinistra del fiume Po ad est, il quartiere risulta esteso soprattutto in lunghezza, da sempre accesso verso il centro di Torino come si nota dalle quattro arterie principali che lo attraversano: Corso Unità d'Italia, Via Ventimiglia, Via Genova e Via Nizza.
Ad ovest, la linea ferroviaria Torino-Genova separa dai quartieri Filadelfia, Lingotto e Mirafiori Sud. Essa è costeggiata ad est da alcune strutture: il deposito ferroviario, il comprensorio di Eataly, il comprensorio del Lingotto e del Lingotto Fiere, e l'area Oval Lingotto ed ex-Avio, quest'ultima con il Grattacielo della Regione Piemonte. Relativamente vicina risulta anche la piccola stazione ferroviaria di Torino Lingotto, sempre sul lato ovest dei binari. 
I collegamenti con l'adiacente quartiere Lingotto risultano quindi: il cavalcavia stradale di Corso Bramante, il sottopasso stradale Lingotto-Via Ventimiglia e il sottopasso Spezia-Corso Unità d'Italia (quest'ultimo tuttora non completato fino a Lingotto), quindi il cavalcavia di Via Passo Buole e, per ultima, la passerella olimpica pedonale. Le piazze principali del quartiere sono Piazza Carducci (già Barriera di Nizza), situata all'estremo nord e Piazza Bengasi (anch'essa ex barriera daziaria) all'estremo sud.

## Storia
Il nome deriva da:
- Nizza, per la via omonima che lo attraversa a occidente, chiamata così perché indirizzava verso l'allora contea sabauda di Nizza (oggi in Francia), attraverso il cuneese e la Liguria (alla quali sono dedicate altre molte vie del quartiere). L'attuale piazza Carducci era infatti l'antica porta daziaria meridionale di Torino, chiamata, appunto, "Barriera di Nizza" (Bariera 'd Nissa).
- Millefonti, perché la zona, in tempi remoti, era costituita da piccole sorgenti sotterranee, connesse idro-geologicamente al vicino fiume Po. Storicamente, andrebbe ricordato anche il nomignolo "Molinette" (Molinëtte), dall'esistenza di antichi piccoli mulini sulla sponda del Po all'altezza di Corso Bramante, e che divenne il soprannome dello storico Ospedale Maggiore San Giovanni Battista (1935).

Questa zona, di carattere prettamente rurale per tutta la prima età moderna, ospitava essenzialmente poche cascine, tra cui la Martini di Cigala o Tapparelli a sud (attuale via Felizzano), più il borgo Tetti Fré, sull'attuale Corso Spezia. Nel XVII secolo, quando l'accesso a Torino era delimitato soltanto dalle "barriere" doganali, su quella di "Nizza" (odierna Piazza Carducci) sorgevano soltanto due magazzini merci di tre piani con un ampio porticato, uno a destra e uno a sinistra di Via Nizza. Con l'ampliamento della città e l'abolizione delle dogane, i due magazzini vennero poi demoliti.

### XVIII secolo
In questo secolo, l'edificio di spicco del quartiere fu il podere dei Robilant (1731), simbolo tangibile del prestigio del casato, poco distante dalla Cascina Ostarietta (attuali Via Felizzano-Via Canelli). Poco distante, fu eretta anche un'antica chiesa, dedicata alla Beata Vergine del Giairino, risalente al 1729, poi ampliata nel 1920 e distrutta dal bombardamento del 29 marzo 1944; al suo posto si trova, tutt'oggi, la chiesa dell'Assunzione di Maria Vergine di Via Nizza, 355, la cui edificazione risale al 1950, imitando l'architettura precedente. 
Pochi metri più a nord della chiesa, esisteva anche Villa Fratelli Fornara (1890), ceduta successivamente a Luigi Debernardi (proprietario del saponificio prospiciente, in attività dal 1896 al 1910 e poi al signor Pluviano Giovanni, già grande proprietario terriero in Torino e suocero dell’audace pilota automobilistico Giorgio Pelassa, prematuramente scomparso nel 1947: qui rimase in piedi fino all’anno 2004, quando fu abbattuta e sostituita da due condominii.
L'area del podere dei Robilant invece, fu acquistata da Giovanni Agnelli all'inizio del XX secolo, diventando dapprima una sede delle Commissioni Interne, poi, abbattuta definitivamente nel 1952, diede spazio alla fabbrica Fiat Avio. 
A sua volta dismessa e abbattuta nel 2002, tutta l'area ex-Avio fu ancora riutilizzata per la costruzione del palazzo Oval Lingotto nel 2006 e per la costruzione del comprensorio del Grattacielo della Regione Piemonte dal 2013.

### XIX e XX secolo
L'Ottocento fu caratterizzato dalla nascita della linea ferroviaria Torino-Genova, che diede una notevole spinta demografica alla zona, così come all'adiacente quartiere Lingotto, soprattutto nella seconda metà del secolo. Nuove case popolari dei dipendenti delle ferrovie sorsero lungo via Nizza, in strade spesso dedicate, appunto, ai comuni della Liguria o del Cuneese.
Un'ulteriore spinta demografica fu causata dalla nascita del primo stabilimento automobilistico della Fiat Lingotto nel periodo 1915-1922, a fianco della già esistente ferrovia. Del 1912 risulta infatti la graziosa chiesetta detta del "Patrocinio San Giuseppe", ubicata su via Biglieri (già via Bormida), con il suo sottile campanile neobarocco del 1927, alto ben 57 metri, e miracolosamente risparmiata dai bombardamenti della seconda guerra mondiale. In via Genova angolo via Abegg poi, fu eretto, nel 1919, il Comprensorio educativo San Michele, voluto da Monsignor D'Averio e provvisto di una graziosa chiesetta neoromanica, quindi dato in gestione alle suore Missionarie della Consolata.
Nella zona settentrionale del quartiere, detta "Molinette", ai confini con il quartiere San Salvario, nel 1928 fu eretto un nuovo ponte su fiume Po, in collegamento col vicino quartiere Cavoretto, dedicato al re Vittorio Emanuele III di Savoia per il decennale della Battaglia di Vittorio Veneto; nel 1946 poi, fu rinominato ponte Balbis.

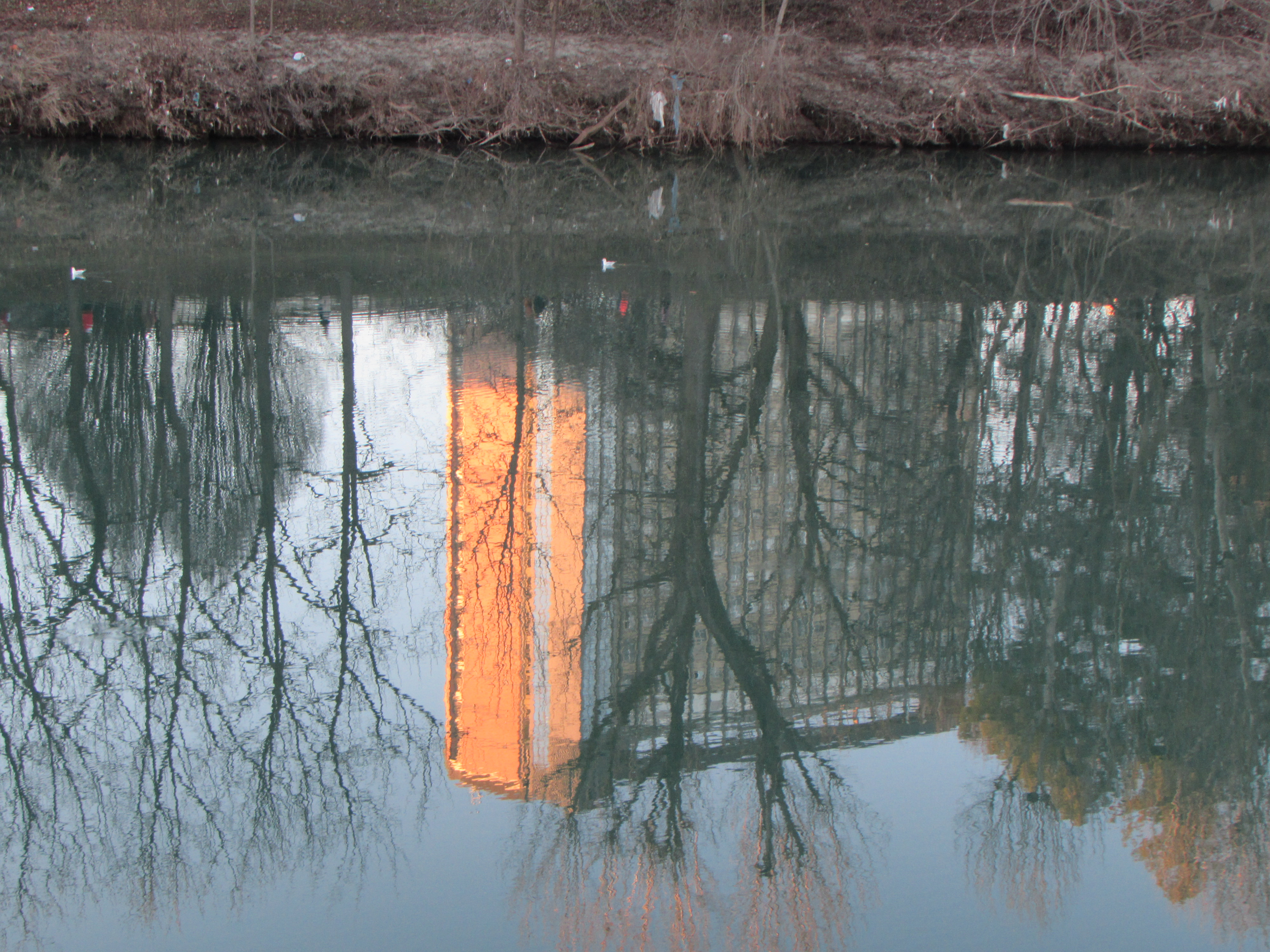
Il CTO riflesso nelle acque del Po

#### Città della Salute
Un'altra delle caratteristiche storiche del quartiere è quella di ospitare alcune importanti strutture ospedaliere della città, tanto da prendere, alcune volte, anche il nome di "zona Ospedali" e, più recentemente, il nome di Città della Salute (e della Scienza). Dei primi ambulatori e ospedaletti infantili sorsero già nel 1880, per poi approdare all'edificazione del grande Ospedale infantile Regina Margherita nel 1960.

Degni di nota risultano anche l'Ospedale ginecologico Sant'Anna (del 1938) e il vasto ospedale Molinette (San Giovanni Battista) (del 1935), quindi il grattacielo del CTO (centro traumatologico ortopedico), del 1961. Altre strutture ospedaliere minori si aggiunsero a quella che, oggi, è diventata una struttura di servizi sanitari integrati e geograficamente vicini tra di loro.

#### Futuro Parco della Salute
Dal 2017 è stato approvato il progetto per la costruzione di un comprensorio denominato "Parco della Salute" di Torino, situato nell'Area ex-Avio, ai piedi del Grattacielo della Regione Piemonte, e che dovrebbe sostituire l'attuale circuito sanitario, con la relativa graduale dismissione di alcuni ospedali della zona. Il progetto è in corso d'opera, e dovrebbe prevedere un polo universitario didattico, strutture sanitarie più moderne, giardini interni e residenze per gli operatori medici, un passante aggiuntivo per la stazione ferroviaria di Torino Lingotto, una rotonda sotterranea. Non è ancora chiaro se verrà abbattuto il palazzetto dell'Oval Lingotto.

#### Zona del Comprensorio Fiat Lingotto
La storica sede della fabbrica di automobili Fiat, che prese il nome dall'adiacente quartiere Lingotto, fu operativa nel periodo 1923-1981. Famosa è una sequenza del film Un colpo all'italiana del 1969, che immortalò la pista di collaudo situata in cima allo stesso stabilimento industriale, oltre che la sequenza in cima al vicino edificio Palavela. Il comprensorio industriale fu riqualificato, con l'edificazione di vaste aree espositive (palazzina del Lingotto Fiere), il centro commerciale Lingotto, un supermercato, aree di ristorazione (compreso il ristorante a boccia di vetro Pista del Lingotto, in cima, accanto alla sede d'atterraggio per elicotteri), la Pinacoteca Giovanni e Marella Agnelli, gli ambulatori medici Dental School, la residenza universitaria Camplus.
Nell'edificio ha sede, dal 2013, l'Autorità di regolazione dei trasporti.. Più a sud, raggiungibile a piedi, la stessa ex-area Fiat-Avio fu riqualificata, con la costruzione dell'Oval Lingotto (2006) e dall'area del Grattacielo della Regione Piemonte (torre di 205 metri).
La superficie a est della ferrovia comprende quindi:
- Area ex-Avio, soggetta alla recente riqualificazione, comprendente la torre della Regione
- Oval Lingotto, padiglione multiuso costruito in occasione dei XX Giochi olimpici invernali
- ex fabbrica del Lingotto e il padiglione aggiuntivo del Lingotto Fiere costruito negli anni novanta, con ampio parcheggio a ridosso dei binari e spazio per punti verdi estivi, più il complesso Art+Tech del centro commerciale, che ospita l'albergo Le Meridien-NH Hotel-area “Art + Tech”.
- il centro commerciale-enogastronomico composto da Eataly e Green Pea, ricavato dalla rigenerazione del vecchio stabilimento della antica azienda di liquori Carpano

Nel corso della seconda guerra mondiale, a causa della sua estrema vicinanza alla via ferrata e alla Fiat, il quartiere Nizza Millefonti fu pesantemente bombardato: solo pochi edifici rimasero in piedi, quasi tutti quelli della vecchia Piazza Carducci crollarono. Fu colpita pesantemente anche la Fiat Lingotto, che subì enormi danni. L'attuale conformazione del quartiere è piuttosto quella degli anni della ricostruzione, principalmente anni cinquanta, sessanta e settanta. Nel corso dei decenni più recenti, durante gli scavi per lavori pubblici, nella zona furono ritrovate diverse bombe aeree inesplose, sganciate dagli anglo-americani durante il 1944: in particolare, una fu ritrovata sotto i giardini di Via Giulio Bizzozero, poi una nel 2004 nell'area ex-Avio Fiat, durante i lavori per la costruzione dell'Oval Lingotto, nel 2011 durante i lavori della Metropolitana di Torino, nel 2018 durante gli ampliamenti dietro Eataly per la creazione di Green Pea. Oltre a questi ordigni, durante scavi per il cambio delle tubature nel 1996, in Via Gavello venne alla luce l'antica rampa che collegava il deposito sotterraneo di tram a cavalli che si trovava sotto l'odierno deposito Gruppo Torinese Trasporti (ex ATM), a fianco della Piazza Carducci. Nello stesso periodo, lungo Via Pagliani, grazie alla vicinanza con la Stazione ferroviaria di Torino Lingotto, fu riqualificato tutto lo scalo ferroviario e il deposito torinese delle Ferrovie dello Stato Italiane, oggi Trenitalia, a tutt'oggi operativo.

Su via Nizza, durante gli scavi del prolungamento della Metropolitana di Torino, nel 2005 furono rinvenuti altri reperti archeologici del VII secolo di vestigia longobarde
già facenti parte della collezione rinvenuta nella stessa area intorno al 1910.

#### Italia '61

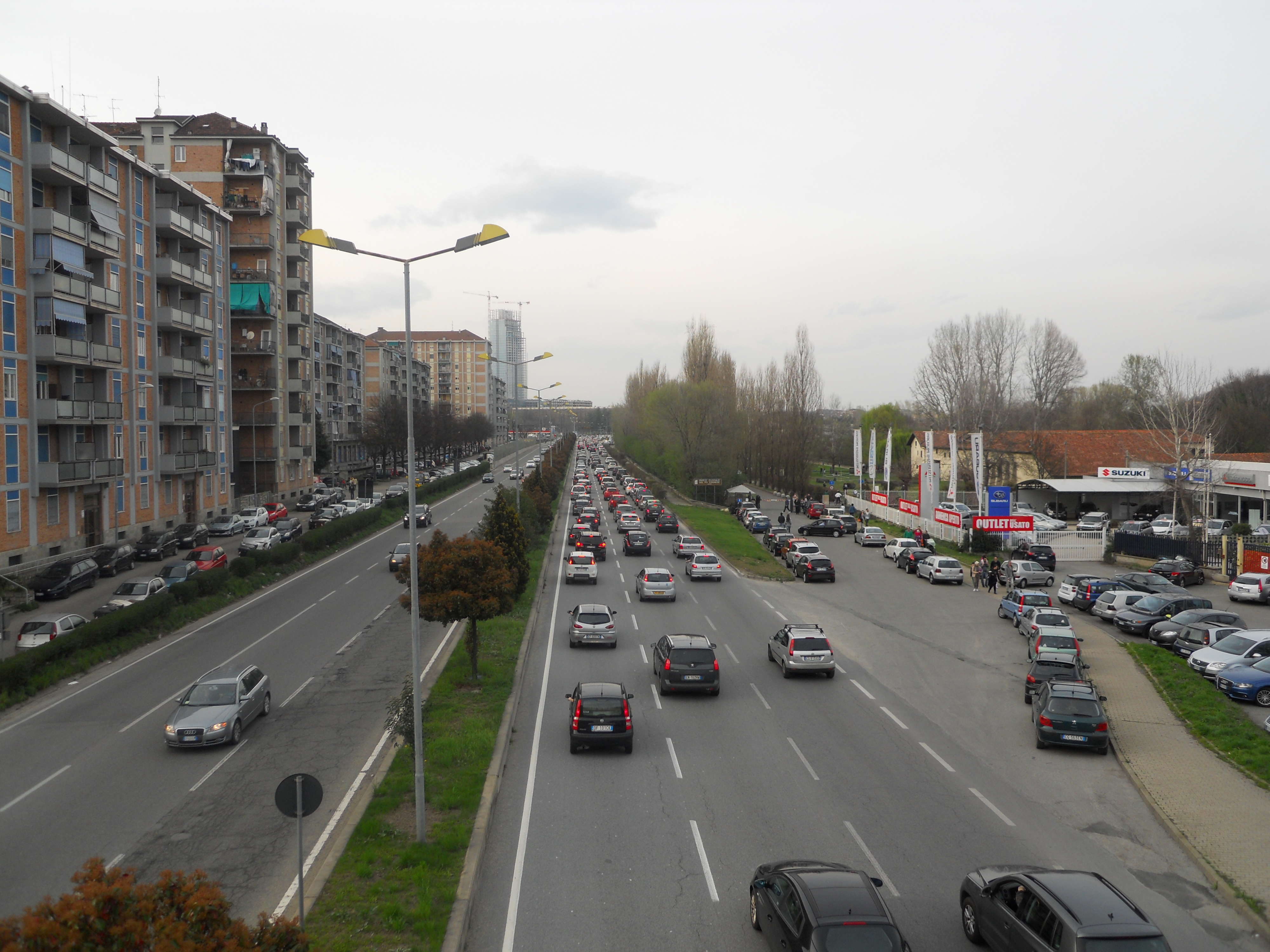
C.so U. d'Italia e C.so Trieste (Moncalieri)

La sottozona che si trova a ridosso del Po viene storicamente chiamata Italia '61, più esattamente compresa tra piazza Polonia, corso Maroncelli, via Ventimiglia e via Zuretti. Con l'abbattimento delle baracche degli immigrati italiani dell'allora Corso Polonia (oggi Corso Unità d'Italia), l'intera area fu riqualificata nel periodo 1955-1961, in occasione del centenario dell'Unità d'Italia. Furono eretti nuovi edifici e infrastrutture, quindi organizzati manifestazioni ed eventi che presero il nome di Expo 1961, che avvenne a Torino tra il maggio e l'ottobre di quell'anno.
Le infrastrutture di rilievo furono principalmente:
- Palazzo del Lavoro, altrimenti detto Palazzo Nervi o Bureau International du Travail = B.I.T. (1960), ancor oggi ancora esistente ma in degrado.
- Palavela o "Palazzo a Vela", ristrutturato e riqualificato nel 2006, con a fianco il Circarama (quest'ultimo dismesso nel 1965). Nello stesso periodo, gli stessi giardini intorno al Palavela, fino al laghetto artificiale (1960), furono dedicati allo scienziato torinese Giuseppe Levi, che morì, appunto, nel 1965.
- alcuni padiglioni fieristici tra il fiume Po e Corso Unità d'Italia (in Viale Maestri del Lavoro), poi utilizzati come uffici distaccati dell'Organizzazione delle Nazioni Unite Italia e, dal 2005, campus del "International Labour Office" (I.L.O.) e Centro Internazionale di Formazione[10][11].
- Una monorotaia del tipo ALWEG, che attraversava tutta la zona, da nord a sud, poi smantellata nel 1966 e della quale non rimangono che pochi ruderi.
- l'Ospedale infantile Regina Margherita (1960) e il grattacielo in vetro dell'ospedale CTO, sul corso Unità d'Italia (1961).
- il Museo dell'automobile di Torino Carlo Biscaretti di Ruffia, nella parte settentrionale di Corso Unità d'Italia (1960 e ristrutturato nel 2011).
- Corso Unità d'Italia, chiamato anche la radiale (1959), ampliamento del già preesistente Corso Polonia.
- la Scuola di amministrazione aziendale o SAA (1957), oggi School of Management dipartimento privato dell'Università degli Studi di Torino, e collocata nel parco interno Giuseppe Levi.

#### Altre opere nel quartiere
- Sottopasso del Lingotto, che permette un buon collegamento viario da Corso Unità d'Italia al vicino quartiere Lingotto (Corso Giambone), passando sotto tutta la ferrovia e tutta l'area ex-Avio; costruito tra il 1930 e il 1933, fu ampliato a due corsie nel 1982-1984[12]. Nel settembre del 2020 viene realizzata, lungo il sottopasso, la più grande rotonda sotterranea scoperta d'Europa[13]
- In occasione dei XX Giochi Olimpici Invernali del 2006, furono eseguite altre opere viarie, come il sottopasso di Corso Unità d'Italia-Corso Massimo d'Azeglio (2004); il raccordo sotterraneo Spezia (tra Corso Unità d'Italia e Corso Unione Sovietica, incompiuto (2006))[14]; la grande rotonda Maroncelli, che dà accesso alla città arrivando da Moncalieri; due ponti Bailey a cavallo di Corso Unità d'Italia.

#### Grattacielo della Regione Piemonte

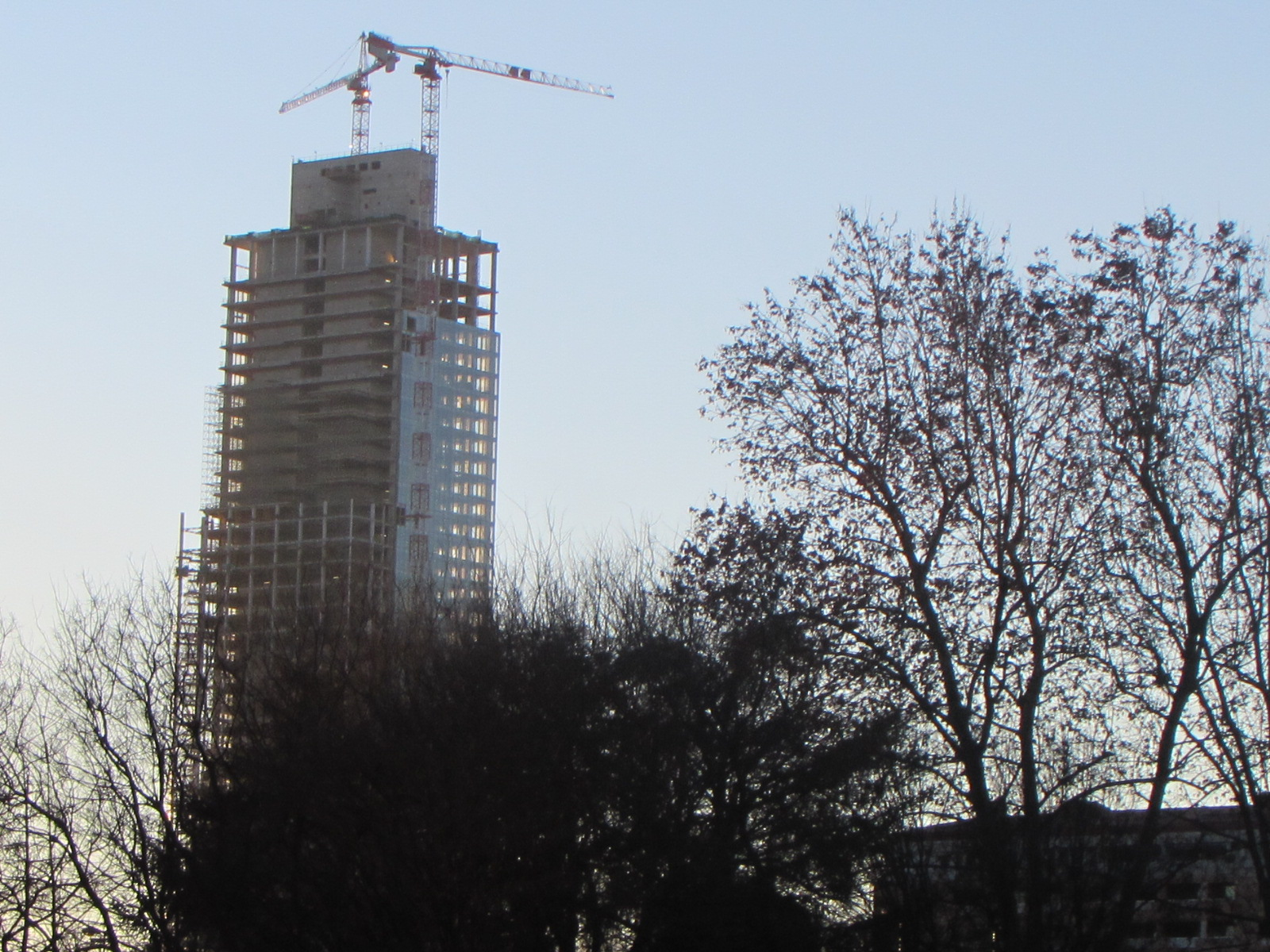
Grattacielo Regione Piemonte in costruzione (gennaio 2015)

Dal 2011, è in opera la riqualificazione di una parte dell'area ex-Avio/ponte di Via Passo Buole al confine col quartiere Lingotto, dove ha sede il comprensorio e la torre del Grattacielo della Regione Piemonte, una delle più alte d'Italia (205 metri).
La torre che svetta su tutta Torino sud è stata inaugurata nell'autunno 2022 mentre l'area sottostante è interessata al progetto 2017 del già citato "Parco della Salute".

## Altri luoghi di interesse
- Monumento all'Autiere, posto di fronte al Museo dell'Automobile, dall'altra parte di Corso Unità d'Italia, dedicato al corpo militare degli Autieri, i soldati motorizzati. Si tratta di una grande ruota in bronzo, sorretta da cemento, con motivi scultorei in altorilievo. Fu realizzato nel 1965, da Goffredo Verginelli e Renato Giannini ed è inserito nel più ampio contesto verde di un sottile parco fluviale che termina con le sponde della riva sinistra del fiume Po, in quello che è il naturale prolungamento meridionale del più noto Parco del Valentino, nel quartiere San Salvario
- Luce Fontana Ruota, sul laghetto del Giardino del Corpo Italiano di Liberazione lungo il viadotto della monorotaia
- Ancora più a sud, ai confini con Moncalieri, inizia il parco fluviale del fiume Po denominato "Area attrezzata Le Vallere".